# 海防歌劇院

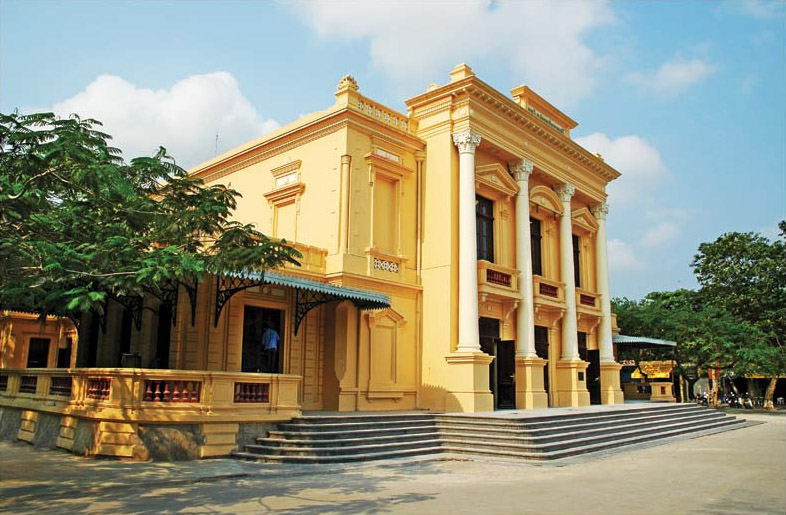

海防歌劇院（（越南语：?）是越南城市海防市的一座建築，外觀是新古典主義風格。海防歌劇院開業於1912年。